# St. Johannes der Täufer (Egenhausen)

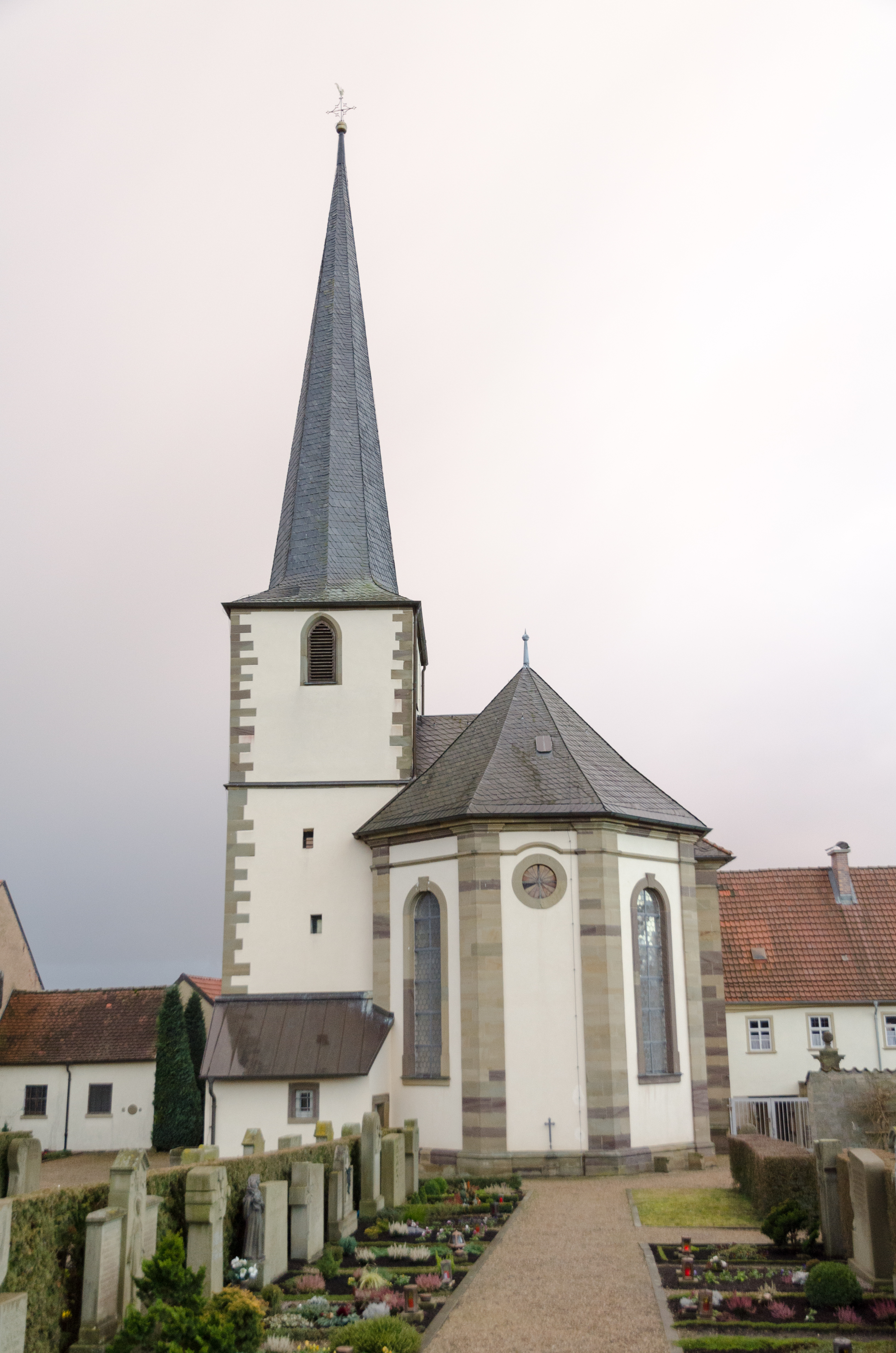
St. Johannes der Täufer (Egenhausen)

St. Johannes der Täufer ist eine römisch-katholische Pfarrkirche in Egenhausen, einem Gemeindeteil des Marktes Werneck im unterfränkischen Landkreis Schweinfurt in Bayern. Kirchenpatron ist Johannes der Täufer. Chor und Langhaus des denkmalgeschützten Bauwerks entstanden im 18. Jahrhundert. Die Pfarrei gehört zur Pfarreiengemeinschaft Maria im Werntal (Werneck) im Dekanat Schweinfurt-Süd des Bistums Würzburg.

## Beschreibung
Die Saalkirche mit einem eingezogene Chor im Norden des Langhauses und dem an der östlichen Seite des Chors stehenden Chorflankenturm wurde am Jakobsweg 1766 nach Plänen von Johann Michael Fischer, dem Nachfolger von Balthasar Neumann, erbaut. Aus vorheriger Zeit (1574) blieb nur der dreigeschossige 35 Meter hohe Julius-Echter-Turm stehen. Die zweigeschossige gegliederte Fassade hat oben einen Volutengiebel mit der Statue des Guten Hirten in einer Wandnische. Über dem Portal befindet sich ein Relief mit dem Wappen des Stifters, mit Kurfürstenhut und Schwert und Bischofsstab als Symbole weltlicher und geistlicher Gerichtsbarkeit. In den seitlichen Nischen der Fassade stehen die Statuen von Johannes dem Täufer und Johannes dem Evangelisten.